# Одинцовы
Одинцовы (Адинцовы, Одынцовы) — дворянские роды.
Одинцов Фёдор Борисович погиб при взятии Казани (1552).
Опричниками Ивана Грозного числились Данила и Фёдор Одинцовы.
При подаче документов (01 февраля 1686) для внесения рода в Бархатную книгу, была предоставлена родословная роспись Одинцовых, Палата родословных дел затребовала (14 января 1687) у Посольского приказа о выписке из польских хроник об Одинцовых, ответ был получен (26 января 1687) с приложением выписки об Одинцовых из «Орбиса Полонуса».
В России есть несколько родов этого имени, из которых только один внесен в Гербовник:
1. Потомки киевского выходца Андрея Ивановича Одинца, бывшего боярином Дмитрия Донского, внесён в VI часть родословной книги Вологодской губернии (Гербовник, II, 100).
2. Потомки Докучая Одинцова, жившего в конце XVI века (в гербовник не внесен)
3. Потомки Григория Одинцова, жившего в конце XVI века (в гербовник не внесен)[1].

Другой род Одинцовых восходит к первой половине XVII в. и внесён в VI и II части родословной книги губерний Рязанской и Тверской. Из него происходил Одинцов, Алексей Алексеевич (1803—1886), бывший нижегородским губернатором и членом комитета о раненых и оставивший автобиографические записки.
Есть ещё один род Одинцовых, восходящий ко 2-й половине XVII в., и несколько родов позднейшего происхождения.
Рязанский род берет свое начало от Докучая Гавриловича Одинцова. Наиболее известные представители:
- Одинцов, Евстафий Степанович (1740—1795) ― κонтр-адмирал, герой русско-шведской войны 1788—1790.
- Одинцов, Иван Максимович (1740—1802) — вице-адмирал, управляющий штурманской ротой Морского кадетского корпуса.

## Описание гербов

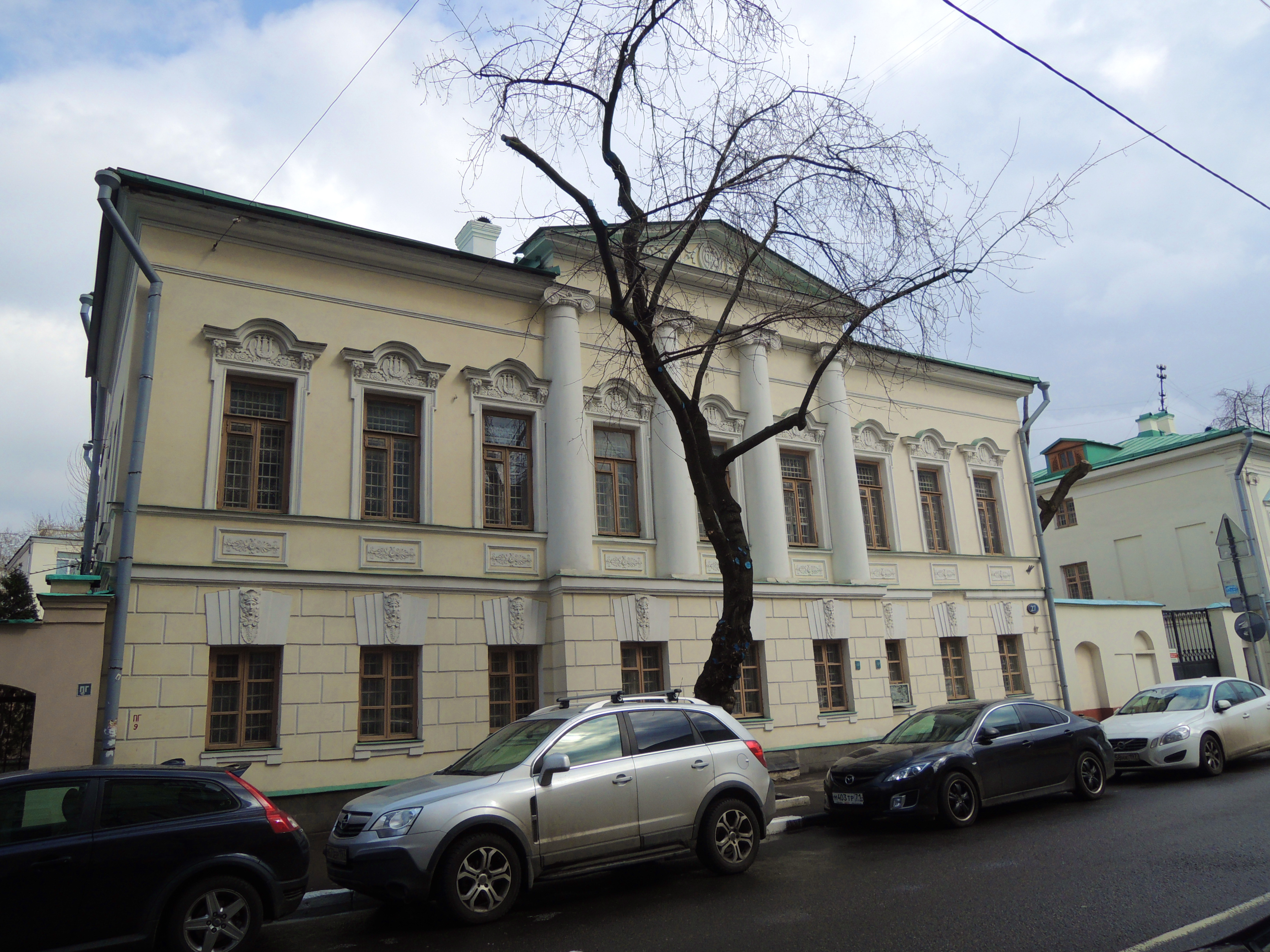
Улица Бахрушина, № 27 — городская усадьба Варгина-Одинцовых, XVIII—XIX веков

#### Герб. Часть II. № 100
Герб рода Одинцовых: в щите, имеющем голубое поле, изображены перпендикулярно две изломанные серебряные стрелы и между ними посредине золотой эфес сабли.
Щит увенчан обыкновенным дворянским шлемом с дворянской на нём короной и тремя страусовыми перьями. Намёт на щите голубой, подложен золотом.

#### Герб. Часть XX. № 67.
Герб потомства полковника Сергея Ивановича Одинцова: в голубом щите правая окрыленная рука в серебряных латах, держащая золотой меч. В золотой оконечности щита диагонально семь чёрных перевязей вправо. Нашлемник — встающий чёрный медведь с красными глазами и языком. Намёт: справа голубой с серебром, слева чёрный с золотом.

## Известные представители
- Одинцов Михаил — дьяк, воевода в Вятке (1615—1616).
- Одинцов Дорогой — подьячий, воевода во Владимире на Клязьме (1633).
- Одинцов Григорий — дьяк (1640), воевода в Казани (1648—1649).
- Одинцов Тимофей Тарасьевич — воевода в Курмыше, в Кунгуре (1668).
- Одинцов Ипат — воевода в Ольшанске (1679).
- Одинцовы: Иван (большой) Андреевич, Семен Васильевич — московские дворяне (1672—1677).
- Одинцовы: Иваны (меньшой, большой) Петровичи, Игнатий Васильевич — стольники (1680—1692)
- Филипп Николаевич Вертер — аристократ.[6][7].